# Tineke Lagerberg
Catharina Bernadetta Jacoba (Tineke) Lagerberg (Bussum, 30 januari 1941) is een Nederlands zwemster.
Het jaar 1958 vormde voor Tineke Lagerberg een hoogtepunt uit haar zwemloopbaan. Zij bevestigde met twee gouden medailles tijdens de Europese kampioenschappen in Boedapest haar status als wereldrecordhoudster op de vlinderslag. Haar zwemclub was Het Gooi in Bussum en zij werd getraind door Wil Bunschoten-van Breukelen, de moeder van Hansje Bunschoten.

## Erelijst
Wereldrecords
- 1956      2:42.3 op de 200 m vlinderslag (KB) in Naarden
- 1956	   4:53.1 op de 4 x 100 m wisselslag (KB) in Zwolle
- 1958	   2:38.9 op de 200 m vlinderslag (LB) in Naarden
- 1959	   4:51.5 op de 4 x 100 m wisselslag (LB) in Waalwijk

Europese records
- 1960	   4:47.3 op de 4 x 100 m wisselslag (LB) in Leipzig

Nederlandse records
- 1958	   4:22.9 op de 4 x 100 m vrije slag (LB) in Boedapest
- 1960      4:17.8 op de 4 x 100 m vrije slag (KB) in Naarden
- 1961	   4:44.0 op de 4 x 100 m wisselslag (KB) in Malmö